# Anthophora xizangensis
Anthophora xizangensis är en biart som först beskrevs av Wu 1988.  Anthophora xizangensis ingår i släktet pälsbin, och familjen långtungebin. Inga underarter finns listade i Catalogue of Life.